# Закритоплідник
Закритоплідник (Cleistocarpidium ) — рід мохів порядку дикранальних (Dicranales).

## Поширення
Батьківщиною є Європа, Північна Америка, Азія.

## Види
- Cleistocarpidium japonicum (Deguchi, Matsui & Z. Iwats.) K.L. Yip
- Cleistocarpidium palustre (Bruch & Schimp.) Ochyra & Bedn.-Ochyra